# Fancy (cantante)
Fancy, pseudonimo di Manfred Alois Segieth (Monaco di Baviera, 7 luglio 1946), è un cantante, compositore e produttore discografico tedesco.

## Biografia
Durante l'adolescenza si è appassionato al genere schlager e ha iniziato a suonare la chitarra all'età di dodici anni. Dato che frequentava un collegio in cui non era consentito il godimento della musica mondana, ha dovuto ascoltare segretamente i dischi pop di artisti come Ted Herold e Peter Kraus. All'età di 14 anni è passato al liceo umanistico di Monaco. Durante il periodo del liceo e successivamente ha lavorato in vari gruppi come chitarrista e bassista, ma principalmente come cantante. Si è esibito con queste band in numerose sale da ballo. Tuttavia, i suoi genitori non condividevano l'entusiasmo di Manfred per la musica. Suo padre ha cambiato idea solo dopo essersi ripreso da un'operazione importante. A partire dagli anni '70 ha iniziato a incidere singoli nonché a comporre e produrre brani per altri artisti usando vari pseudonimi come Tess Teiges, Tess Ric e Manfred Perilano, ma sempre con scarso successo commerciale. Ha ottenuto la prima hit nel 1983, come produttore di Slip (pseudonimo di Claudia Field), che con una cover in stile italo-disco del classico Don't Leave Me This Way entrò nella top 10 dei singoli. Il 1984 ha infine trovato il successo da cantante con il nome d'arte Fancy e con le hit Slice Me Nice e Chinese Eyes, entrambe entrate in top 10 in Germania e in numerose nazioni europee. L'anno dopo ha inciso il suo album di debutto, Get Your Kicks, prodotto da Anthony Monn, che già aveva lavorato con la cantante Amanda Lear. I singoli di successo si sono susseguiti per tutto il decennio, segnatamente Bolero (1985), Lady Of Ice (1986), Flames of Love (1988), Fools Cry (1988) e Angel Eyes (1989). In questi anni ha avuto anche un'intensa attività di produttore, segnatamente portando al successo Linda Jo Rizzo.
Negli anni '90 il declino dell'italo-disco lo ha portato a cercare contaminazioni con altri generi, tra cui il rap e l'hip hop. È tornato nelle classifiche tedesche alla fine del decennio con gli album Best of Fancy e Hit Party e con il singolo Slice Me Nice '98.

## Discografia

### Album
- 1985 - Get Your Kicks
- 1986 - Contact
- 1986 - After Midnight
- 1988 - Flames of Love
- 1988 - Gold
- 1988 - Gold (Remix)
- 1989 - All My Loving
- 1990 - Five
- 1991 - Six: Deep In My Heart
- 1991 - Hooked On A Loop
- 1994 - It's Me
- 1995 - Blue Planet Zikastar
- 1996 - Colours Of Life
- 1996 - Christmas In Vegas
- 1998 - Hit Party
- 1998 - Best Of
- 1998 - Blue Planet
- 1999 - D.I.S.C.O.
- 2000 - Strip Down
- 2001 - Fancy For Fans
- 2001 - Locomotion
- 2003 - Best Of... Die Hits Auf Deutsch
- 2004 - Greatest Hits
- 2004 - Voices From Heaven
- 2008 - Forever Magic
- 2009 - Disco Forever
- 2009 - Christmas Around the World
- 2009 - Hit Collection
- 2009 - I Love Fancy
- 2010 - Fancy 25th Anniversary Box
- 2010 - Fancy & Friends

### Singoli
Come Tess Teiges
- 1969 - Flower Girl/Der Tanz War Vorbei
- 1970 - Jede Träne Tut Weh/In Der Stadt
- 1971 - Bitte, Bleib' Bei Mir/Lady Wonder
- 1971 - Du Gehörst Mir/Fata Morgana
- 1973 - Fata Morgana/Montparnasse
- 1973 - 10000 Straßen Bin Ich Gegangen/Lamba Sa
- 1975 - Ich Komm' Wieder, Kleine Geisha/Die Zeit Hat Alles In Der Hand (Les Marionettes)
- 1977 - Sie Nannten Ihn Taugenichts/Du Wirst Sehn, Es Wird Bald Gut

Come Fancy
- 1984 - Slice Me Nice
- 1984 - Chinese Eyes
- 1984 - Get Lost Tonight
- 1985 - Check It Out/Get Your Kicks
- 1985 - Check It Out/Colder Than Ice
- 1985 - Bolero (Hold Me In Your Arms Again)
- 1986 - Lady Of Ice
- 1987 - Latin Fire
- 1987 - China Blue
- 1988 - Flames Of Love
- 1988 - Fools Cry
- 1989 - No Tears
- 1989 - All My Loving/Running Man
- 1989 - Angel Eyes
- 1990 - When Guardian Angel Cry
- 1990 - When Gurdian Angels...Rap
- 1991 - Fools Cry...Rap
- 1993 - No Way Out
- 1993 - Love Has Called Me Home
- 1994 - Long Way To Paradise
- 1994 - Long Way To Paradise Remixes
- 1994 - Beam Me Up (I Beam You Up To Paradise)
- 1995 - Again & Again
- 1995 - I Can Give You Love
- 1996 - The Big Dust(Remix)
- 1996 - Deep Blue Sky
- 1996 - Colours Of Life
- 1998 - Flames Of Love
- 1998 - Flames Of Love'98
- 1998 - Mega-Mix '98
- 1998 - Slice Me Nice'98
- 1998 - Come Back and Break My Heart
- 1998 - Long Way To Paradise (Remix '99)
- 1999 - D.I.S.C.O. (Lust For Life)
- 1999 - How Do You Feel Right Now?
- 2000 - We Can Move A Mountain
- 2000 - Gimme A Sign
- 2000 - Megamix 2000
- 2001 - Na Na Hey Hey Kiss Him Goodbye
- 2002 - Pretty Woman
- 2003 - Hör den Bolero
- 2008 - A Voice In The Dark 2008